# Steiniger Bach
Der Steinige Bach ist ein knapp zwei Kilometer langer linker Zufluss der Sauer in der Südpfalz.

## Verlauf
Der Steinige Bach entspringt auf einer Höhe von 359 m ü. NN im westlichen Wasgau am Südhang des Hohen Kopfes, direkt beim Reitersprung und südwestlich vom Zigeunerfels. Er fließt zunächst etwa 250 m in Richtung Südwesten, verschwindet dann unter die Erde und erscheint nach etwa 200 m wieder an der Oberfläche. Kurz darauf wird er auf seiner rechten Seite von einem kleinen Zulauf gespeist. 
Sein Weg führt jetzt nach Süd-Südwest am Westhang des Großen Biesenberges entlang, begleitet von einer Hochstraße. Der Bach taucht nun ein zweites Mal unter der Erdoberfläche ab und mündet schließlich südöstlich vom Welschkornberg auf einer Höhe von 252 m ü. NN in den Grünbach, einen Quellbach der Sauer.